# 객체 관리 그룹

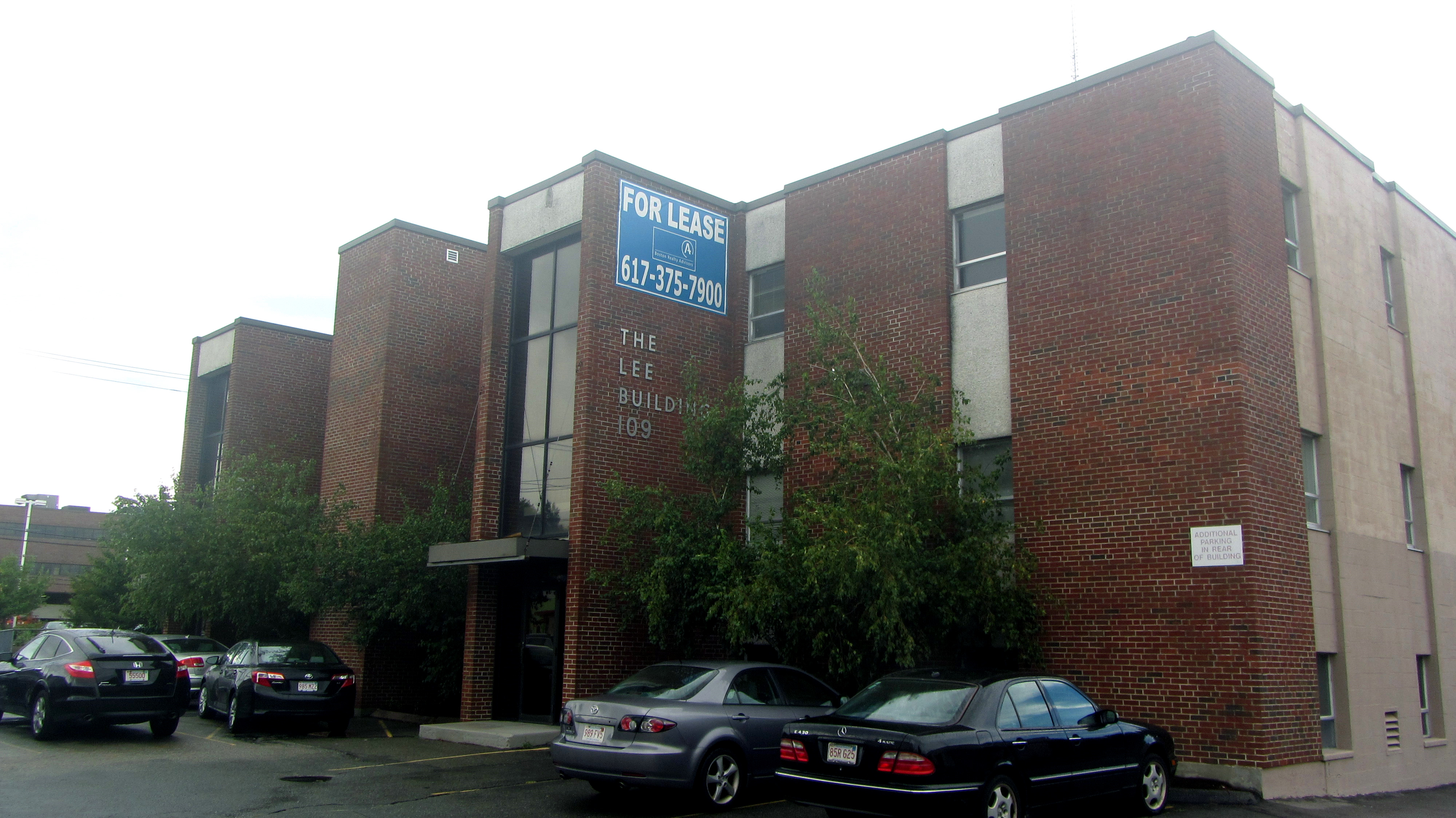

OMG(Object Management Group, 객체 관리 그룹)는 분산 객체에 대한 기술 표준을 제정하기 위해 1989년에 설립된 비영리 단체로서 현재는 800여 개 이상의 업체들이 참여하고 있다. 이 단체에는 Oracle, Microsoft, NASA 등이 있다.
그리고 모델링을 위한 새로운 포커스와 모델 기반의 기술을 표준화 한다.
OMG는 이기종의 분산 객체 표준을 만들기 위해 시도를 한다. 이러한 목표는 모든 타입의 플랫폼과 다양한 환경에서 개발을 하기 위해 사용되는 것을 돕고 발전을 하기 위해 방법들을 연구 중이고 공통의 객체 모델들을 만드는 데 있다.

## 같이 보기
- 공통 객체 요구 매개자 구조(CORBA, Common Object Request Broker Architecture)
- CRC 카드